# Allison J35-A-35

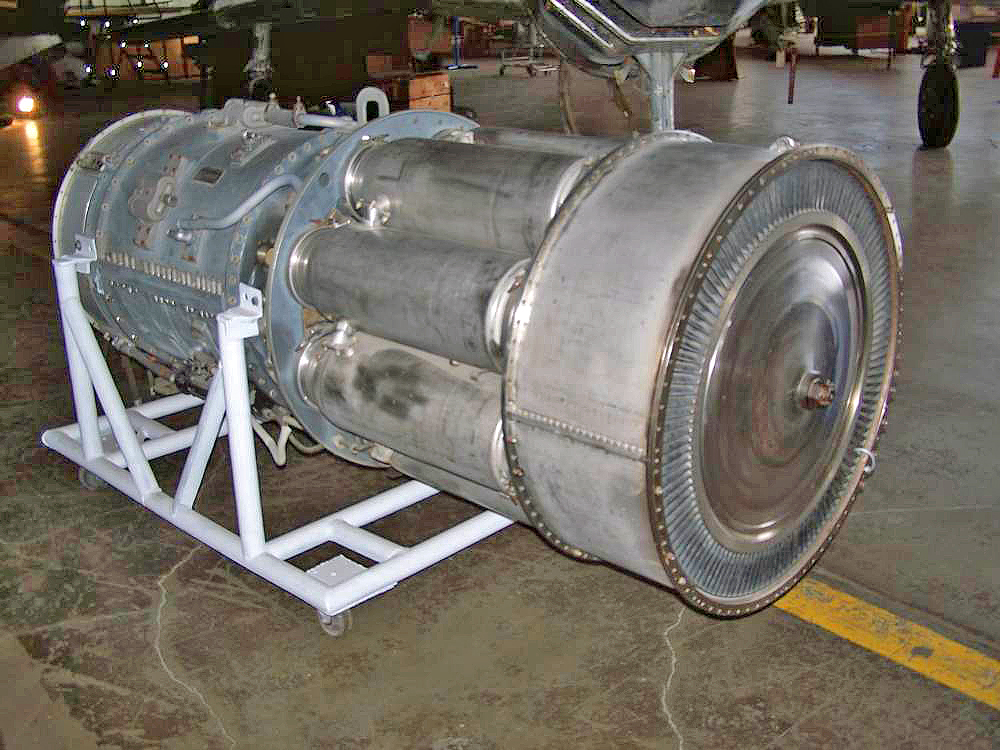

O Alison J35-A-35 foi uma turbina turbojato desenvolvida pela General Electric (designado como TG 180 pela empresa) mas fabricado primariamente pela Allison Engine Company. Era o motor utilizado nos caças a jata F-89 Scorpion, um dos primeiros caças a jato do mundo. Tinha empuxo de 24.26 kN e com pós-combustor, 32.11 kN.